# Park Krajobrazowy Pogórza Przemyskiego
Park Krajobrazowy Pogórza Przemyskiego – park krajobrazowy w województwie podkarpackim, na południowy zachód od Przemyśla. Powstał w 1991, zajmuje powierzchnię 60 561 ha i jest jednym z największych parków krajobrazowych w Polsce.
Park leży na terenach gmin: Bircza, Dubiecko, Dynów, Fredropol, Krasiczyn, Krzywcza, Przemyśl i miasta Dynów, w powiecie przemyskim i rzeszowskim. Otulinę o powierzchni 48 914 ha stanowi Przemysko-Dynowski Obszar Chronionego Krajobrazu.
Zadaniem Parku jest ochrona charakterystycznych na tym obszarze suchych dolin, przejściowych i wysokich torfowisk – Bachórzec. Znajdują się tu również odkrywki fliszu karpackiego. Jodłowo-bukowe lasy tych terenów są ostoją żbików, rysia, niedźwiedzi, jeleni karpackich oraz bardzo rzadkiej żaby dalmatyńskiej.
Gatunki chronione flory reprezentują na tym terenie kłokoczka południowa, bluszcz pospolity, wawrzynek wilczełyko, goryczka orzęsiona, zimowit jesienny i kilka gatunków storczykowatych.
Fauna fruwająca to przede wszystkim orzeł przedni, orlik krzykliwy, gadożer, dzięcioł trójpalczasty, puszczyk uralski, oraz zalatujący tu czasami znad Uralu orzeł cesarski.

## Rezerwaty przyrody
- Brzoza Czarna w Reczpolu
- Broduszurki
- Kalwaria Pacławska
- Kopystanka
- Kozigarb
- Krępak
- Leoncina
- Przełom Hołubli
- Reberce
- Turnica